# La Crucifixion Mond
Pour les articles homonymes, voir crucifixion (homonymie).
La Crucifixion Mond ou Gavari est une peinture religieuse attribuée à Raphaël conservée à la National Gallery de Londres. Deux pièces de la prédelle se trouvent au Museu Nacional de Arte Antiga de Lisbonne et en collection privée.
L'œuvre est signée à la base de la croix: « RAPHAEL URBINAS P.[inxit] ».

## Histoire
L'œuvre a été réalisée pour l'église San Domenico de Città di Castello, sur commission de la famille Gavari (d'où est issu son nom). Sur la bordure en pierre originale de l'autel, auquel elle était destinée, est gravée la date 1503.
Le retable est l'une des quatre œuvres connues réalisées par Raphaël à Città di Castello, avec le stendardo della Santissima Trinità, le Retable Baronci et Le Mariage de la Vierge. Elle a été vue  par Vasari et Lazzari (1693), avant d'être vendue à un marchand d'art français.
Le retable a fait partie de la collection Fesch (1818) et de celle du prince de  Canino (1845) avant de passer dans diverses collections anglaises, dont la collection Mond (d'où provient l'un des noms du retable) qui la céda en héritage à la National Gallery en 1924.

## Description

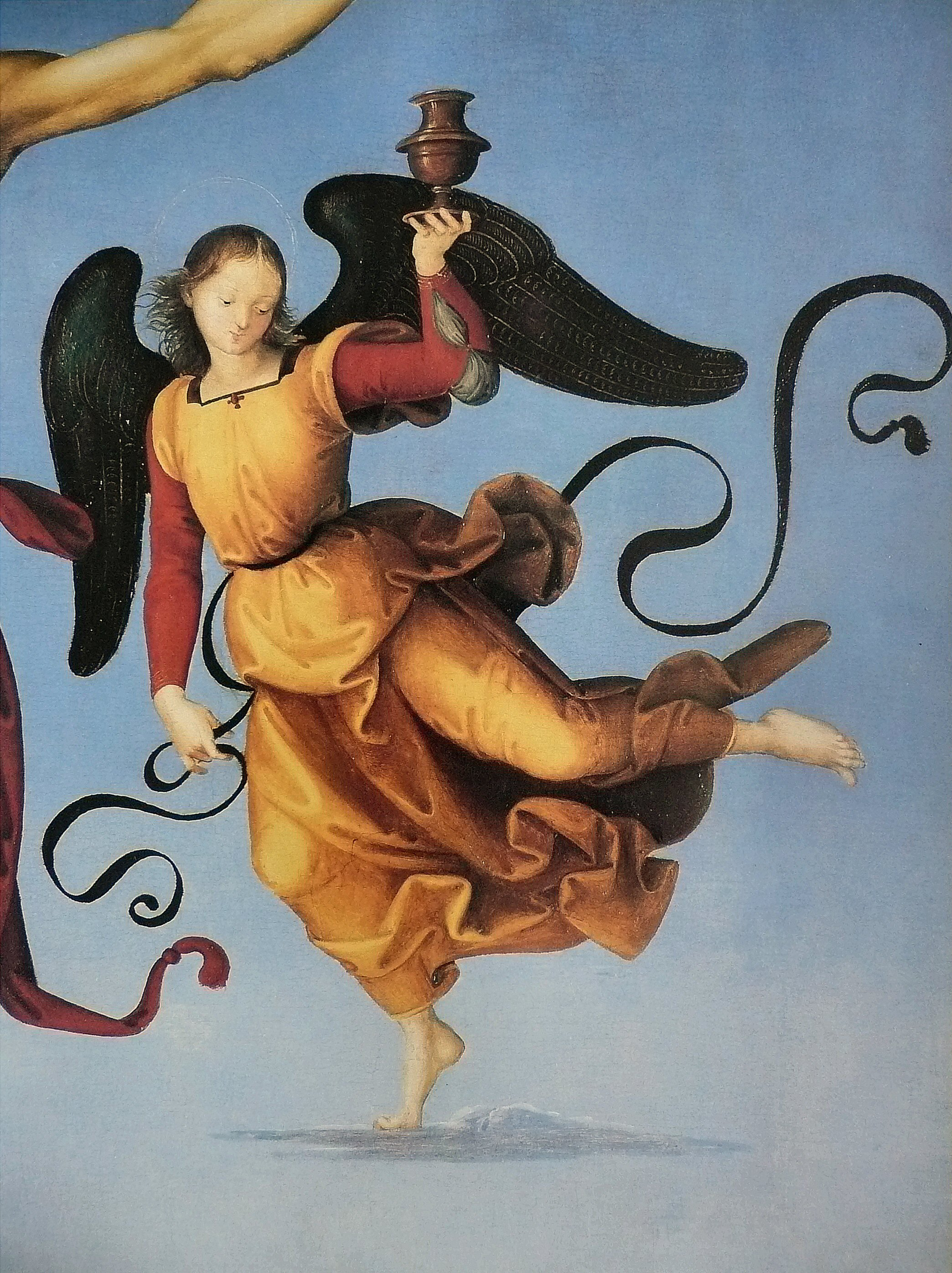
Détail d'un ange

Dans un cadre centinata, Le Christ est représenté sur la croix entre les figures du Soleil et de la Lune, symbolisant l'Alpha et l'Oméga, entre deux anges un pied posé sur un nuage qui, à l'aide de vases, recueillent le sang coulant des blessures des mains et du côté.
Le Christ adopte la posture sereine du Cristus patiens, son corps et la croix dominant la scène, les bras arqués, le bassin entouré d'un perizonium rouge dont les extrémités flottent à l'arrière de la croix  faisant écho aux ceintures voletantes des anges et habillant le ciel bleu de leurs courbes ; sa tête est encore ceinte d'une fine couronne d'épines, et son torse est faiblement musclé.
Quatre saints sont au pied de la scène. De gauche à droite : Marie pensive, Jérôme à genoux (tenant dans la main droite la pierre avec laquelle il se frappait lors de sa pénitence dans le désert), Marie-Madeleine également à genoux, les mains jointes comme Jean apôtre, à l'extrême droite.
Un paysage verdoyant s'étale dans le fond avec un plan d'eau dans l'axe de la croix ; une ville se dessine avec ses tours sur une colline à droite, il s’agit surement de Florence (Ciardi Dupré).

## Style
Concernant l'œuvre,  Vasari a écrit que si celle-ci n'était pas signée par son auteur « personne ne la croirait de Raphaël mais bien de Pietro Pérugin ».
Bien qu'une première analyse fasse apparaître avec force les motifs péruginesques par la composition (organisée sur deux registres); les personnages assumant une douce pause contemplative; l'ouverture du paysage sur des douces collines parsemées d'arbrisseaux; la présence d'anges disposés symétriquement avec des motifs ornementaux dans les rubans au vent, il est néanmoins évident que déjà chez Raphaël le lien entre les personnages et le paysage est plus compact. Ceci est du en partie à la disposition en deux groupes a cuneo des saints à la base du crucifix mettant en évidence la profondeur de l'espace.
La particularité constituée par le raccourcissement des jambes du Christ permettant une vue optimale depuis la gauche en cohérence avec le placement décoratif final du tableau le long de la nef de l'église est aussi inédite. Ce raffinement optique appartient au bagage original urbinate du peintre, plutôt qu'à l'école ombrienne.
Les liants pour les couleurs utilisés par Raphaël sont l'huile de noix pour le ciel et l'huile de lin pour les couleurs sombres. La particularité du premier est de jaunir dans le temps tandis-que le second tend à s'obscurcir.

## Remarque
Raphaël n'a peint qu'une Crucifixion dans tout son œuvre et c'est son premier tableau signé.

## Prédelle
La prédelle du retable est composé de deux tablettes: 
- Saint Jérôme ressuscitant trois morts, 23  x41 cm, Museu Nacional de Arte Antiga de Lisbonne.
- Miracle de saint Jérôme, 23 × 41 cm, North Carolina Museum of Art,Raleigh.

La première des deux tablettes a été documentée par Passavant à Rome, en 1845, qui l'attribua au Pérugin. Georg Gronau pour la première fois fit le rapprochement avec la Crocixion Mond.
La seconde montre saint Jérôme retenant le bras du bourreau décapitant l'évêque Sylvain ainsi que la miraculeuse chute simultanée de la tête de l'hérétique Sabinien. L'œuvre se trouvait dans la collection Cook à Richmond.
Les deux tablettes décrivent des actions vivaces, dans la lignée des rythmes accentués du retable principal.
Prédelle de la Crocifixion Mond/Gavari

## Sources
- (it) Cet article est partiellement ou en totalité issu de l’article de Wikipédia en italien intitulé « Crocifissione Gavari » (voir la liste des auteurs).